# Bitwa pod Mławą (8 VIII 1920)
Bitwa pod Mławą – walki polskiej grupy pułkownika Edwarda Habicha z oddziałami sowieckiego 3 Korpusu Kawalerii Gaja-Gaja w czasie II ofensywy Frontu Zachodniego Michaiła Tuchaczewskiego w okresie wojny polsko-bolszewickiej.

## Sytuacja ogólna
W pierwszej dekadzie lipca 1920 przełamany został front polski nad Autą, a wojska Frontu Północno-Wschodniego gen. Stanisława Szeptyckiego cofały się pod naporem ofensywy Michaiła Tuchaczewskiego.
Naczelne Dowództwo Wojska Polskiego nakazało powstrzymanie wojsk sowieckiego Frontu Zachodniego na linii dawnych okopów niemieckich z okresu I wojny światowej.
Sytuacja operacyjna, a szczególnie upadek Wilna i obejście pozycji polskich od północy, wymusiła dalszy odwrót wojsk polskich.
1 Armia gen. Gustawa Zygadłowicza cofała się nad Niemen, a 4 Armia nad Szczarę.
Obrona wojsk polskich na linii Niemna i Szczary również nie spełniła oczekiwań. W walce z przeciwnikiem oddziały polskie poniosły duże straty i zbyt wcześnie rozpoczęły wycofanie na linię Bugu.
Plan polskiego Naczelnego Dowództwa zakładał, że 1. i 4. Armia oraz Grupa Poleska powstrzymają bolszewików i umożliwią przygotowanie kontrofensywy z rejonu Brześcia. Rozstrzygającą operację na linii Bug, Ostrołęka, Omulew doradzał też gen. Maxime Weygand.
Utrata twierdzy brzeskiej spowodowała, że plan Naczelnego Dowództwa Wojska Polskiego uderzenia znad Bugu w skrzydło wojsk Frontu Zachodniego Michaiła Tuchaczewskiego i rozegrania tam decydującej bitwy przestał być realny. Wojska polskie cofały się nadal, a kolejną naturalną przeszkodą terenową dogodną do powstrzymania sowieckiej ofensywy była Wisła.

## Działania wojsk w rejonie Mławy
6 sierpnia 1920 grupa pułkownika Eugeniusza Habicha otrzymała rozkaz obrony Mławy.
Dwa dni później, słabo wyszkolony batalion 265 pułku piechoty mjr. Zygmunta Krudowskiego, wzmocniony 6 baterią 16 pułku artylerii polowej obsadził pozycje na wschód i południowy wschód od Mławy. Oddziały strzelców granicznych stały w pobliskim Grudusku.
8 sierpnia wzdłuż szosy Przasnysz – Grudusk rozpoczęła natarcie sowiecka 10 Dywizja Kawalerii. Częścią sił dokonała obejścia  Gruduska od południa i rozbiła polskie oddziały strzelców granicznych. Tylko nielicznym udało się wycofać do Mławy.
Wieczorem sowiecka zaatakowała Mławę od południowego wschodu i opanowała przedmieścia.
Odrzucił ją przybyły właśnie koleją szwadron 3 pułku strzelców granicznych. Nocą do miasta przybyły  kolejne dwa jego szwadrony, pluton 5 pułku strzelców konnych oraz pociąg pancerny „Wilk”.
W południe 9 sierpnia ruszyła do natarcia 4 kompania 265 pułku piechoty i 2 szwadron 3 pułku strzelców granicznych, uzyskały lokalne zaskoczenie i odrzuciły nieprzyjaciela do Łydyni. Tu ich działania zostały załamane.
Natarcie szczupłych sił polskich, spowodowało odwrót do Gruduska 1 Brygady 10 Dywizji Kawalerii. Zdezorientowany Gaja-Gaj skierował na Mławę spod Ciechanowa całą 10 Dywizję Kawalerii oraz 3 Brygadę z 15 Dywizji Kawalerii. Ponadto od wschodu ruszyła w kierunku Mławy 34 Brygada Strzelców z 12 Dywizji Strzelców.
10 sierpnia sowieci ponowili atak na Mławę. Dwie brygady 10 Dywizji Kawalerii uderzyły od wschodu i południa.
Oddziały grupy płk. Habicha podjęły walkę na terenie miasta, ale wobec przewagi liczebnej przeciwnika, wycofały się z miasta i zajęły stanowiska nad Mławką po obu stronach linii kolejowej do Działdowa.

## Bilans walk
Przerwanie linii obronnych na Orzycu i szybki rajd 3 Korpusu Kawalerii na zachód spowodował, że jego oddziały zajęły Mławę zwijając tym samym polską ciągłą linię obronną biegnącą do granicy z Prusami Wschodnimi. W lukę tę stopniowo wchodziła sowiecka 4 Armia zagrażając oskrzydleniem grupującej się nad Wkrą polskiej 5 Armii gen. Władysława Sikorskiego.